# Apostolo con cartiglio
L'Apostolo con cartiglio è un dipinto a tempera e oro su tavola (32,1x23,2 cm) di Carlo Crivelli, databile al 1471 circa e conservato nel Metropolitan Museum of Art di New York. Si tratta di uno scomparto della predella dello smembrato Polittico di Montefiore dell'Aso.

## Storia
Il polittico, già nella chiesa di San Francesco a Montefiore dell'Aso, venne smembrato nell'Ottocento e, ad eccezione degli scomparti rimasti a Montefiore (il cosiddetto Trittico di Montefiore), passò per l'antiquario romano Vallati nel 1858, prendendo poi varie strade. L'Apostolo con cartiglio, nel 1927, entrò nella collezione Lehman, la quale confluì integralmente nel museo newyorkese.

## Descrizione e stile
Come in altri pannelli di predella realizzati da Crivelli, il santo, non riconoscibile da un attributo specifico, mostra una posa irrequieta, che ha il fulcro nelle manie  nel volto. Tenendo con la sinistra un rotolo fittamente scritto con ghirigori e parzialmente srotolato, esso solleva la destra indicando il cielo e rivolgendo lo sguardo in alto, con'espressione contrita: occhi roteati, sopracciglia contratte, bocca dischiusa. Assieme alla posa un po' curva sulla schiena, tutto ciò rende l'immagine quasi grottesca, come tipico delle figure da predella dell'artista.